# Інститут міжнародного права
Інститут міжнародного права (ІМП) — одна з перших організацій у світі, що визначила принципи міжнародного права, почала його кодифікацію і запропонувала шляхи вирішення міжнародних проблем.

## Заснування
Густава Ролен-Жакмінса бельгійський юрист і редактор журналу міжнародного права і порівняльного законодавства, виявив ініціативу створення Інституту міжнародного права. У період після франко-пруської війни (1870-1871), він вступив у листування з деякими іншими привідними юристами, які також почали розглядати шляхи до створення колективної наукової діяльності з метою заохочення міжнародного права. У вересні 1873 року він зібрав 10 відомих юристів для проведення наради в мерії Гент: Тобіас Ассер (Нідерланди), Володимир Безобразов (Російська імперія), К. Блюнчлі (Німецька імперія), Карлос Кальві (Аргентина), Девід Дадлі Філд (США) Еміль де Лавелей (Бельгія), Джеймс Лорімер (Велика Британія), П. С. Манчіні (Королівство Італія), Густав Муан (Швеція), і Аугусто Пірантоні (Королівство Італія). Інститут був створений 8 вересня 1873 року. Свою першу сесію провів у Женеві 1874 р.
Інститут міжнародного права є неофіційним, науково приватним об'єднанням, мета якого полягає в заохоченні прогресивного розвитку міжнародного права: розвиток загальних принципів; співробітництво в кодифікації; сприяння у підтримці миру та дотримання законів і звичаїв ведення війни; надавання судових порад в спірних або сумнівних випадках, а також зробити внесок, за допомогою публікацій, просвіти населення, і будь-яких інших засобів, для успіху принципів справедливості та гуманності, які повинні регулювати міжнародні відносини.

## Учасники
Інститут об'єднує достатньо збалансовану кількість представників країн світу. Вступити до інституту може особа, яка продемонструвала наукові досягнення і яка, ймовірно, буде вільною від політичного тиску. Статути і положення інституту встановлюють три категорії учасників: члени, партнери та почесні члени.
Партнери — (максимальна кількість 72) — взяті з кандидатів «які надають послуги міжнародного права, в області теорії і практики» і які були представлені Інституту.
Члени (максимальна кількість 60) — обираються з числа співробітників.
Почесні члени — не обмежені статутом, але яких ретельно відбирають з числа членів або партнерів, або будь-яких інших осіб, які проявили себе в галузі міжнародного права.
Всі учасники мають частку в науковій і проблемно-орієнтованій діяльності Інституту. Тільки члени вирішують адміністративні питання, такі як фінанси, рішення, що стосуються законів і правил, обрання членів та почесних членів, або вибори членів до Бюро та Ради Допоміжні Фонду.

## Організація
Законодавчим органом інституту є збори членів та почесних членів на кожній сесії. Виконавча влада: бюро інституту, служба у складі президента Інституту, 3-ох віце-президентів, генерального секретаря і скарбника.
- Президент, як правило, обирається з числа членів, що представляють країни або організація, який пройде на наступній сесії Інституту.
- Перший віце-президент обирається наприкінці цієї сесії і залишаються на цій посаді до кінця наступної сесії.
- Другий і третій віце-президенти обираються на початку кожної сесії, залишаючись на цій посаді до початку наступної сесії.
- Генерального секретаря і скарбника, обирають протягом трьох сесій. Як головний виконавчий орган інституту, генеральний секретар керує повсякденною роботою Інституту, бере на себе опіку над його архівами і стежить за публікацією їх щорічників.

## Фінанси
Протягом багатьох років Інститут фінансується за рахунок внесків його учасників. З початку нового століття, він поступово створив фонд від подарунків, нагород і заповіданого майна, в першу чергу Нобелівської премії миру 1904 засобів і дотацій з Фонду Карнегі за Міжнародний Мир.
Щоб управляти благодійним фондом, був створений у 1947 році, згідно зі швейцарським законодавством, допоміжний фонд зі штаб-квартирою в Лозанні. Кошти, отримані від Фонду, що перебувають у віданні скарбника, використовувалися для відшкодування витрат членів та асоційованих членів, для покриття дорожніх витрат, понесених в роботі сесій, для покриття організаційних витрат на сесіях, та платити за видання Щорічника.

## Діяльність
Увага в діяльності Інститут приділяє об'єктивному вивченню існуючих норм міжнародного права, а також розвитку міжнародного права таким чином, щоб відповідало до принципів справедливості та людяності. Оскільки інститут приватне об'єднання, у нього немає мандата на пряме втручання в актуальні міжнародні суперечки. Інститут не може, таким чином, брати участь у врегулюванні міжнародних суперечок, і не може засуджувати уряди на позиції, які вони приймають в конкретних випадках. Єдиним винятком з цього правила стало прийняття резолюції, в 1877 році, що стосуються застосування норм міжнародного права під час війни між Російською імперією і Османською імперією.
Інститут розробив і схвалив конкретні пропозиції щодо поступового створення такого міжнародного співтовариства, яке поважає права і справедливості. У період з 1873 по 1969 рік, мирного вирішення міжнародних суперечок. Серед цих резолюцій був договір про арбітраж; з правилами поведінки в погоджувальній процедурі, про створення, склад і процедуру Міжнародного Суду. З питання прав людини, Інститут прийняв 11 резолюцій. В області міжнародного приватного права, з 1873 по 1969, Інститут прийняв 64 резолюції, що стосуються цивільних, кримінальних та комерційних питань.
Хоча резолюції Інституту не мають офіційної влади, вони, тим не менше вплинули на їх дії, а також на міжнародні конференції і на громадську думку в цілому. Наприклад, в деяких міжнародних договорах 1880-х років втілені рекомендації Інституту що до Суецькому каналу із підводного тунелю, міжнародний арбітражний процес включив деякі з його пропозицій; на Гаазьких мирних конференціях 1899 і 1907 використовували свої дослідження в області законів і звичаїв війни, особливо з кодифікації сухопутної війни, підготовлених на сесії 1880 р. в Оксфорді. Також до Інституту прислухаються Ліга Націй і Організація Об'єднаних Націй.